# Antischeepsraket

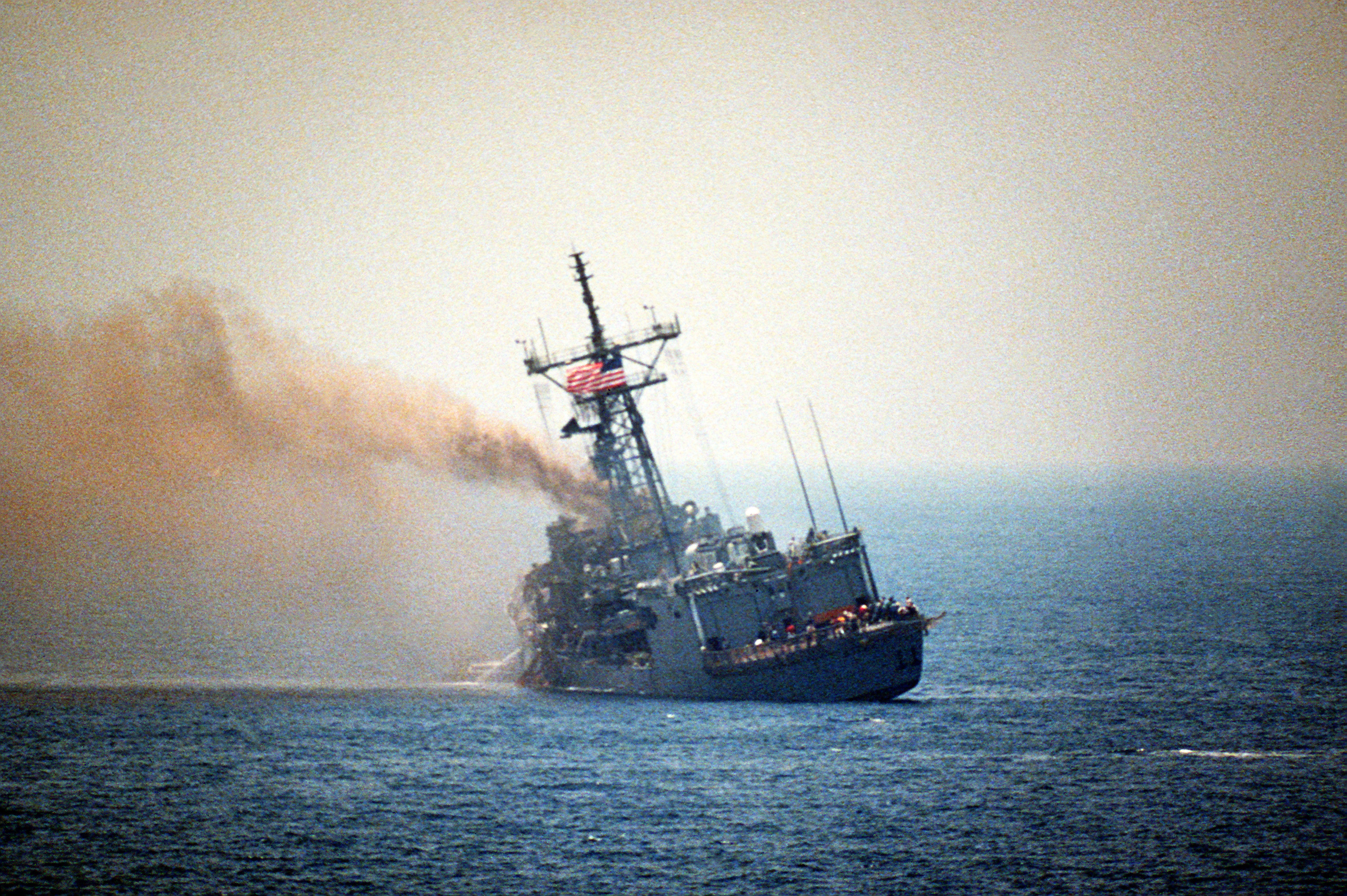
USS Stark in de Perzische Golf, waar het schip op 17 mei 1987 binnen 30 seconden door twee Iraakse Exocet-raketten getroffen werd. 37 Zeelieden stierven.

Antischeeps- of zeedoelraketten zijn geleide wapens bedoeld om een schip of vaartuig mee uit te kunnen schakelen.
In het Engels worden deze wapens aangeduid met Surface-to-Surface Missile (SSM).
De ontwikkeling van dit soort wapens kwam op gang na de Tweede Wereldoorlog en werd vooral ter hand genomen door de marine van de Sovjet-Unie als tegenwicht tegen de grote aantallen Amerikaanse en Engelse jachtvliegtuigen die vanaf vliegdekschepen vlogen.
Nadat in 1967 een Israëlische torpedobootjager tot zinken werd gebracht met een SS-N-2 Styx raket, gelanceerd vanaf een Egyptische patrouilleboot, werd het belang van dergelijke raketten ook door Westerse mogendheden erkend.
De eerste generaties zeedoelraketten waren logge en grote projectielen, die op relatief grote hoogte vlogen en door vloeibare brandstoffen werden aangedreven. Vanaf de jaren zestig werden kleinere projectielen in gebruik genomen, die op lagere hoogte vlogen, van vaste brandstoffen waren voorzien en op zeer kleine vaartuigen geplaatst konden worden.
Zeedoelraketten kunnen gelanceerd worden door oppervlakte-oorlogsschepen, onderzeeboten, vliegtuigen en vanaf het land.
Het eerste en tevens grootste deel van hun baan volgen dergelijke raketten meestal volgens een vast geprogrammeerde koers. Op het laatste deel van het traject wordt een zoekrader ingeschakeld, die de raket automatisch richt op de grootste radarecho die gevonden wordt.
Door hun kleine formaat kunnen ze vanaf zeer kleine vaartuigen (zie: Fast Attack Craft) worden gelanceerd, waardoor tegenwoordig ook kleine marines in staat zijn grote klappen uit te delen.
De verdediging tegen dergelijke wapens is erg moeilijk. Dit varieert van het misleiden, met behulp van actief storen (jamming) en het creëren van namaak-doelen (chaff en flare), tot het daadwerkelijk uitschakelen met raketten en snelvuurgeschut.
Voorbeelden van dergelijke raketsystemen zijn:
| Land                | Raket              |
| ------------------- | ------------------ |
| Verenigde Staten    | Harpoon Tomahawk   |
| Frankrijk           | Exocet             |
| Noorwegen           | Penguin NSM        |
| Italië              | Otomat             |
| Verenigd Koninkrijk | Sea Skua Sea Eagle |

Op hun beurt kunnen schepen weer voorzien zijn van tegenmaatregelen zoals:
| Land                | Wapensysteem                  |
| ------------------- | ----------------------------- |
| Verenigde Staten    | Phalanx (geschut) RAM (raket) |
| Nederland           | Goalkeeper (geschut)          |
| Verenigd Koninkrijk | Sea Wolf (raket)              |